# Jan Lachcik
Jan Lachcik (ur. 10 kwietnia 1892 w Pobitnie, zm. 11 marca 1956 w Chełmie) – polski nauczyciel, inspektor szkolny w Chełmie, polityk, senator V kadencji w II Rzeczypospolitej.

## Życiorys
Od 1911 roku pracował jako nauczyciel. W czasie I wojny światowej przebywał w niewoli rosyjskiej, zorganizował wtedy też polską szkołę w Turkiestanie. W dwudziestoleciu międzywojennym był członkiem Związku Strzeleckiego, Towarzystwa Rozwoju Ziem Wschodnich i Powiatowej Komisji Oświaty Pozaszkolnej. Uczył m.in. w szkole ćwiczeń Państwowego Seminarium Nauczycielskiego w Lublinie. W latach 1924–1932 pełnił funkcję przewodniczącego Komisji Wojewódzkiej Zarządu Głównego Związku Polskiego Nauczycielstwa Szkół Powszechnych w Lublinie. W latach 1932–1935 pełnił funkcję zastępcy inspektora szkolnego w Lublinie. W latach 1935–1938 był inspektorem szkolnym w Chełmie.
W 1938 roku został senatorem V kadencji (1938–1939). Był wybrany z województwa lubelskiego. Pracował w trzech komisjach: administracyjno-samorządowej, oświatowej i społecznej.
Został aresztowany w Chełmie w listopadzie 1939 roku, był przetrzymywany jako zakładnik, a następnie zwolniony. Później mieszkał w Chełmie, pracował w Tajnej Organizacji Nauczycielskiej i uczestniczył w organizacji tajnego nauczania. Od sierpnia 1944 roku pracował jako inspektor szkolny w Chełmie i organizował odbudowę szkolnictwa.
Od 1949 roku był wizytatorem szkół w Kuratorium Oświaty w Lublinie, jednak usunięto go z pracy ze względu na przedwojenną działalność polityczną. Od 1953 roku pracował w Chełmskich Zakładach Przemysłu Terenowego przy ul. Lwowskiej w Chełmie.
Został pochowany na cmentarzu parafialnym przy ul. Lwowskiej w Chełmie.

## Życie rodzinne
Był synem Michała i Rozalii z domu Mikuły. Ożenił się z Marią Halardzińską.